# Герцог де Сан-Карлос
Герцог Сан-Карлос (исп. duque de San Carlos) — наследственный аристократический титул, пожалованный 23 мая 1780 года испанским королем Карлом III для чилийского аристократа Фермина Франсиско де Карвахаля и Варгаса (1722—1797). Он также занимал должность мэра Лимы в Перу и носил титул графа дель Пуэрто.

## История
14 мая 1514 года испанский король Фердинанд Католик пожаловал кастильскому хронисту и юристу Лоренцо Галиндесу де Карвахалю (1472—1528), председателю Совета Кастилии и члена совета Индий, должность главного почтдиректора в испанских колониях в Южной Америке. 26 октября 1525 года новый король Испании Карл I подтвердил своим указом название Лоренцо Галиндеса де Карвахаля.
В течение более двух столетий потомки Лоренцо Галиндеса де Карвахаля занимали должность главного почтдиректора в Испанской Америке, приобрели несколько дворянских титулов и большое влияние, что вызвало некоторое подозрение испанской короны. В 1760 году король Испании Карл III отстранил Фермина Франсиско де Карвахаля и Варгаса (1722—1797) от наследственной должность главного почтдиректора. Фермин Франсиско де Карвахаль носил титул графа Пуэрто, графа Кастильехо, сеньора де ла вилла дель пуэрто де Санта-Крус и сеньора де Вальфондо, членом Ордена Сантьяго (1758), полковника королевской кавалерии, генерал-лейтенанта кавалерии Перу (1757).
В 1780 году испанский король Карл III пожаловал Фермину Франсиско де Карвахалю титулы 1-го герцога де Сан-Карлоса и гранда Испании первого класса.

## Список герцогов де Санта-Карлос
|                                    | Титул                                             | Период                             |
| Креация создана королем Карлом III | Креация создана королем Карлом III                | Креация создана королем Карлом III |
| ---------------------------------- | ------------------------------------------------- | ---------------------------------- |
| I                                  | Фермин Франсиско де Карвахаль-Варгас и Аларкон    | 1780—1797                          |
| II                                 | Хосе Мигель де Карвахаль-Варгас и Манрике де Лара | 1797—1828                          |
| III                                | Хосе Фернандо де Карвахаль-Варгас и Керальт       | 1828—1872                          |
| IV                                 | Мария Луиза де Карвахаль и Давалос                | 1872—1951                          |
| V                                  | Касильда де Сильва и Фернандес де Энестроса       | 1951—1988                          |
| VI                                 | Альваро Фернандес де Вильяверде и Сильва          | 1989 — настоящее время             |

## История герцогов де Сан-Карлос
- Фернан Франсиско де Карвахаль Варгас и Аларкон, 1-й герцог де Сан-Карлос (16 сентября 1722, Чили — 22 января 1797, Мадрид).

Жена: Хоакина Ана Мария Хосефа де Брун и Карвахаль, 6-я графиня дель Пуэрто, 5-я графиня де Кастильехо, дочь Томаса Бруна и Норманте и Каталины Исидоры де Карвахаль-и-Уртадо де Кесады, 4-й графини де Кастильехо. Ему наследовал внук, сын Мариано Хоакуина де Карвахаля и Бруна, 8-го графа дель Пуэрто, 6-го графа де Кастильехо.
- Хосе Мигель де Карвахаль Варгас и Манрике де Лара, 2-й герцог де Сан-Карлос (8 мая 1771, Лима — 17 июля 1828, Париж), 9-й граф дель Пуэрто, 7-й граф де Кастильехо, 2-й граф де ла Унион.

1-я жена: Мария дель Росарио де Сильва и Фернандес Миранда
2-я жена: Мария Эулалия де Керальт и де Сильва, дочь графа де Санта-Колома и графини де Сифуэнтес. Ему наследовал его сын от второго брака
- Хосе Фернандо де Карвахаль и Керальт, 3-й герцог де Сан-Карлос (31 марта 1808, Альфаро — 1 марта 1872, Мадрид).

1-я жена: Мария Луиза Давалос.
2-я жена: Хоакина Патиньо и Рамирес де Арельяно, дочь Рамона Руфино и Осорио, 5-го маркиза дель Кастелар, гранда Испании первого класса, и 3-й маркизы де Виллакастель де Карриас. Ему наследовала его племянница Мария Луиза де Карвахаль и Давалос, дочь Луиса Хоакина, 3-го графа де ла Унион, и Марии Андреа Давалос и Портильо, вдовствующей графини де Вильягонсало.
- Мария Луиза де Карвахаль и Давалос, 4-я герцогиня де Сан-Карлос (11 февраля 1853, Мадрид — 22 февраля 1947), 10-я графиня дель Пуэрто, 8-я графиня де Кастильехо, 4-я графиня де ла Унион

Супруг: Альваро де Сильва и Фернандес де Кордова, 12-й маркиз де Санта-Крус-де-Мудела, 13-й маркиз дель Висо. У них был сын:
- Мариано де Сильва-Базан и Карвахаль-Варгас (2 апреля 1875 — 12 сентября 1940), 13-й маркиз де Санта-Крус, 10-й маркиз де Вилласор, 14-й маркиз дель Висо. Он женился на Касильде Фернандес де Энестроса и Салаберт, 3-й герцогине де Санто-Мауро, 6-я графине де Эстрадас, дочери Мариано Фернандеса де Хенестросы и Ортиса де Мионьо, герцога де Санто-Мауро, графа де Эстрадас, и Касильды де Салаберт и Артеага, 6-й графини де Офалия. 4-й герцогине наследовала её внучка, Касильда де Сильва:

- Касильда де Сильва и Фернандес де Энестроса, 5-я герцогиня де Сан-Карлос (3 апреля 1914, Мадрид — 6 января 2008), 4-я герцогиня де Санто-Мауро, 14-я маркиза де Санта-Крус-де-Мудела, 12-я маркиза де Вилласор, 15-я маркиза дель Визо, 11-я маркиза де Арсикольяр, 2-я графиня де Карвахаль, 6-я графиня де Эстрадас, 11-я графиня де Кастильехо и 3-я графиня де Сан-Мартин-де-Ойос.

Супруг: Хосе Фернандес-Вальверде и Роса де Тогорес, 4-й маркиз де Позо-Рубио. Ей наследовал их сын:
- Альваро Фернандес-Вильяверде и Сильва, Рока де Тогорес и Фернандес де Энестроса, 6-й герцог де Сан-Карлос (род. 3 сентября 1943), 5-й герцог де Санто-Мауро, 16-й маркиз дель Висо, 5-й маркиз де Позо-Рубио, 15-й маркиз де Санта-Крус-де-Мудела, 13-й маркиз де Вилласор, 12-й граф де Кастильехо.

1-я жена: Эстрелла Бернальдо де Кирос и Такон, дочь Аны Марии Такон и Родригес де Ривас, 5-й герцогини де ла Унион де Куба
2-я жена: Энрикета Бош и Гарсия Браво.